# ロドピ山脈

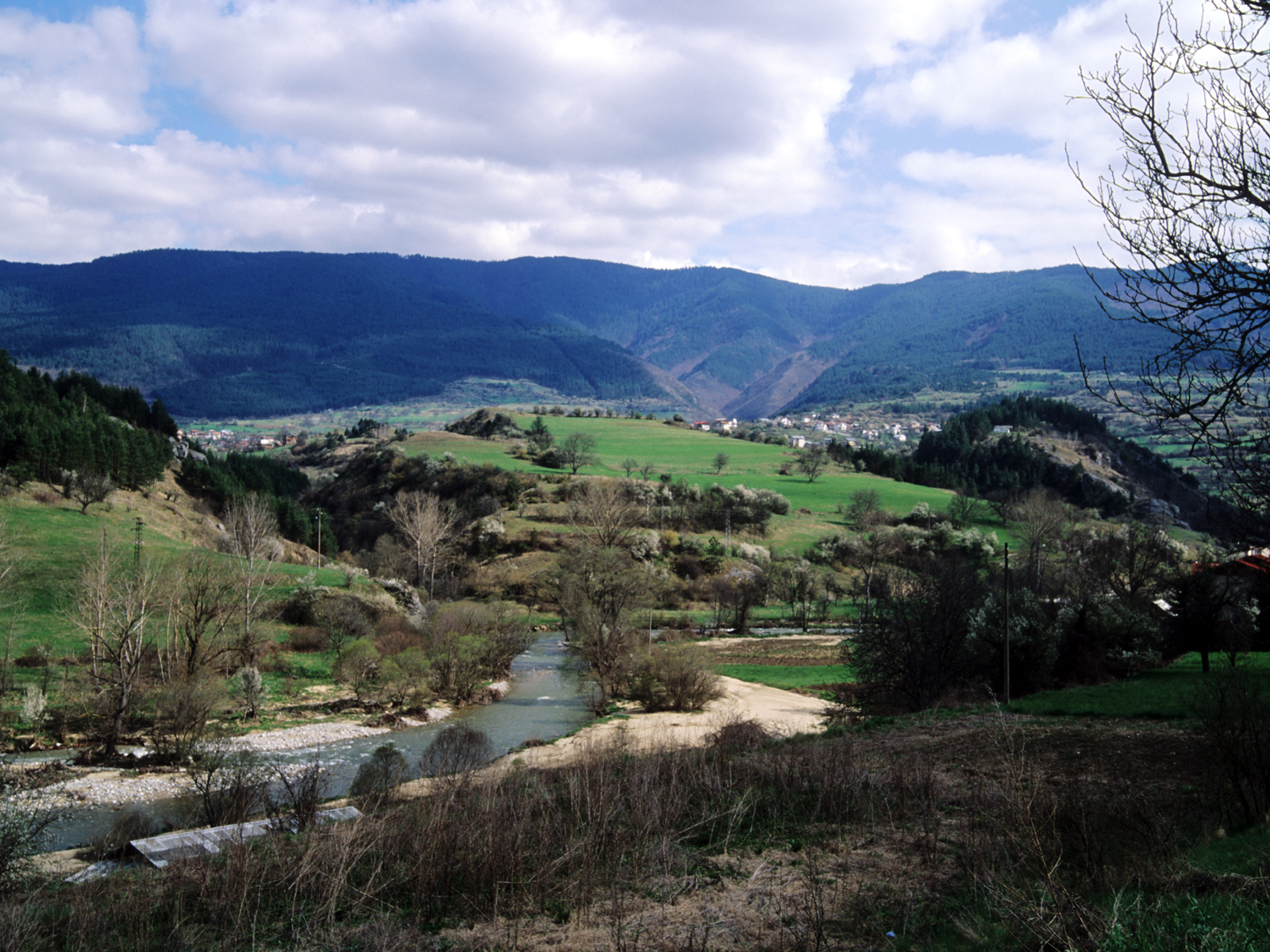
フヴォイナ（Хвойна）付近のロドピ山脈の風景

ロドピ山脈とはギリシア東部からブルガリア南部への国境沿いに広がる山脈。全長289km、平均標高は896mで、最高峰はムサラ山（標高2925m）。針葉樹林に覆われ、タバコ・果樹栽培、牧畜が盛ん。鉛・亜鉛・銅などの鉱物資源もあり、重金属工業が行われるが、1989年以降、環境汚染が問題となった。また古くから国家間の境界線となっており、古代ローマ時代にはマケドニアとトラキアの境界でもあった。
トルコではドスパト山脈、ブルガリアではデスポト山脈とも呼ばれており、竪琴の名手楽神オルフェウスがロドピ山脈で暮らしていたと言われている。なお、ロドピとはブルガリア南部の地方名。